# 彭薩科拉海軍航空基地槍擊事件
2019年12月6日上午，彭萨科拉海军航空基地發生了一場恐怖袭击。  袭击者杀死了三人，炸伤了八人。    兇手被抵達现场的埃斯坎比亚县警方杀死。  兇手被确认为沙特阿拉伯的一名空军学员。   

## 背景
沙特皇家空军第二少尉穆罕默德·赛义德·沙姆拉尼（Mohammed Saeed Alshamrani）参加了由五角大楼赞助的培训计划，这是美國与沙特阿拉伯的安全合作协议的一部分。 国防部一位官员表示，有超过850名沙特国民在美国参加培训计划，其中包括學習英语，基本航空知識和飞行员培训。 
沙特阿拉伯是与美国的盟友之一，美國盟國時常将其军队派往美國海军基地进行训练。 

## 兇手
兇手为沙特皇家空军的第二中尉穆罕默德·赛义德·沙姆拉尼。 事發時他正在彭薩科拉海軍航空基地参加航空培训。    他的培训計劃于2017年8月开始，2020年8月结束。 
兇手在枪击事件发生前曾公开披露自己預謀袭击的動機，他提到了美国在穆斯林国家的战争，表達了对美国人民的仇恨，並批评华盛顿对以色列的支持。 
枪击事件发生之前，襲擊者曾和另外三名沙特学生观看了美国大规模枪击事件的视频。 

## 調查與後續
2020年1月13日，美国司法部长威廉·巴尔表示，彭薩科拉海軍航空基地槍擊事件是恐怖主义行为。调查发现，有21名沙特在美訓練人員出現過不良言行，這其中有17人在社交媒体上发表过圣战或反美言论，15人接触过儿童色情。這些人最終全部被遣返回沙特。
2月2日，阿拉伯半岛基地组织声称对枪击事件负责。該組織頭目卡西姆·里米表示，是他们指示穆罕默德·赛义德·沙姆拉尼进行袭击。